# Pallenopsis
Pallenopsis – rodzaj kikutnic z rodziny Pallenopsidae.
Rodzaj ten wcześniej zaliczany był do rodziny Pallenopsidae.
Chelae o małych palcach, ustawionych pod kątem prostym do dłoni. Nogogłaszczki zredukowane do niskich gałeczek pozbawionych segmentacji. Słabo rozwinięte strigilis dziesięcioczłonowych owiger wyposażone są w wiele małych, prostych kolców. Propodus z bocznymi pazurkami.
Do rodzaju tego należy 61 opisanych gatunków:
- Pallenopsis alcocki Calman, 1923
- Pallenopsis angusta Stock, 1991
- Pallenopsis arctica Stock, 1956
- Pallenopsis boehmi Schimkewitsch, 1930
- Pallenopsis brevidigitata Möbius, 1902
- Pallenopsis bulbifera Munilla & Stock, 1984
- Pallenopsis buphtalmus Pushkin, 1993
- Pallenopsis candidoi Mello-Leitao, 1949
- Pallenopsis capensis Barnard, 1946
- Pallenopsis childi Stock, 1986
- Pallenopsis cidaribatus Child, 1975
- Pallenopsis conirostris Turpaeva, 1991
- Pallenopsis creekiana Larramendy, 1975
- Pallenopsis crosslandi Carpenter, 1910
- Pallenopsis denticulata Hedgpeth, 1944
- Pallenopsis dentifera Stock, 1983
- Pallenopsis desperado Bamber, 2005
- Pallenopsis fluminensis (Krøyer, 1844)
- Pallenopsis forficifera Wilson, 1881
- Pallenopsis gippslandiae Stock, 1954
- Pallenopsis gurjanovi Pushkin, 1993
- Pallenopsis hodgsoni Gordon, 1938
- Pallenopsis hoeki (Miers, 1884)
- Pallenopsis hoekiana Schimkewitsch, 1930
- Pallenopsis intermedia Flynn, 1928
- Pallenopsis kempfi Stock, 1975
- Pallenopsis kupei Clark, 1971
- Pallenopsis latefrontalis Pushkin, 1993
- Pallenopsis lateralia Child, 1995
- Pallenopsis lattina Pushkin, 1993
- Pallenopsis latus Child, 1998
- Pallenopsis leiopus Pushkin, 1993
- Pallenopsis macneilli Clark, 1963
- Pallenopsis macronyx Bouvier, 1911
- Pallenopsis mariae Larramendy & de Castellanos, 1978
- Pallenopsis mascula Bamber, 2000
- Pallenopsis mauii Clark, 1958
- Pallenopsis meinerti Schimkewitsch, 1930
- Pallenopsis mixta Stock, 1986
- Pallenopsis notiosa Child, 1992
- Pallenopsis obliqua (Thomson, 1884)
- Pallenopsis ovalis Loman, 1908
- Pallenopsis patagonica (Hoek, 1881)
- Pallenopsis persimilis Stock, 1956
- Pallenopsis pilosa (Hoek, 1881)
- Pallenopsis schmitti Hedgpeth, 1943
- Pallenopsis sexacentra Bamber, 2000
- Pallenopsis sibogae Loman, 1911
- Pallenopsis spicata Hodgson, 1915
- Pallenopsis spinipes Carpenter, 1907
- Pallenopsis temperans Stock, 1953
- Pallenopsis tongaensis Clark, 1973
- Pallenopsis triregia Clark, 1962
- Pallenopsis truncatula Child, 1992
- Pallenopsis tumidula Loman, 1923
- Pallenopsis vanhoeffeni Hodgson, 1915
- Pallenopsis variioculata Stock, 1986
- Pallenopsis verrucosa Stock, 1953
- Pallenopsis villosa Hodgson, 1907
- Pallenopsis virgata Loman, 1908
- Pallenopsis yepayekae Weis, 2014